# Межберг, Лев Леонидович
Лев Леонидович Межберг (укр. Межеберґ Лев Леонідович, англ. Lev Meshberg; 24 августа 1933, Одесса — 18 июля 2007, Каррара, Италия) — украинский, советский и американский художник. Работал в различных стилях, от постимпрессионизма и модернизма до абстрактной живописи.

## Биография
Родился 24 августа 1933 года в Одессе, в еврейской семье. Учился в Одесском художественном училище у Теофила Фраермана и Дины Фруминой, окончил учёбу в 1958 году.
Принят в Союз художников СССР в 1960 году. Вслед за Фруминой Межберг отправился в Центральную Азию, создав цикл работ «Самарканд и Бухара» (1966); в следующем году он стал одним из шести получателей звания лучшего молодого художника Украинской ССР. В 1965 и 1967 годах получил первый приз Всесоюзной художественной выставки. Участвовал в более чем 40 персональных и групповых выставках. Несмотря на это, работы Межберга периодически отвергали и критиковали за модернизм, считая его при этом инноватором.
В 1973 году Межберг эмигрировал в США вместе со своей женой, скрипачкой Асей, и сыном Андреем, и поселился в городе Дарьен в Фэрфилде близ Нью-Йорка, где работал преподавателем. Среди его учеников был Джон Каррен. В США творчество Межберга не вызвало настолько же сильного интереса, как в СССР, он с трудом находил аудиторию. Он много путешествовал, в 1991—1994 жил в Париже, в 2001—2007 — в Италии. Умер в своей мастерской в Карраре 17 июля 2007 года от остановки сердца, похоронен в Дарьене.

## Творчество
В работах Межберга прослеживается влияние школы Кириака Костанди, особенно в период возврата к импрессионизму, а также Поля Сезанна и Джорджо Моранди. Он всю жизнь продолжал писать пейзажи Одессы, стремясь отразить на холсте одесский свет, и часто изображал фантастические виды города, например, затопленных одесских улиц. Умение Межберга обращаться с цветом хвалил Михаил Шемякин, называя Межберга гением.
Работы Межберга находятся в Третьяковской галерее, Русском музее, Национальном художественном музее Украины в Киеве, Художественном музее Одессы. Выставка Межберга прошла в Белом доме в США.

## Избранные персональные выставки
- 1997, Галерея «Либерти» (Одесса)[6]
- 1999, 2001, 2025, Franklin Bowles Galleries, Нью-Йорк[6]
- 2014, Всемирный клуб одесситов, Одесса[6]